# Крез (цар Лідії)
Крез (грец. Κροίσος) — цар Лідії, правив з 560 до н. е. по 546 до н. е., у період найбільшої могутності держави.
Значно розширив територію Лідійського царства, підпорядкувавши грецькі малоазійські міста (Ефес, Мілет та інші) і приєднав майже всю західну частину Малої Азії до річки Галіс. Вступив у війну з Киром Великим, що завоювавши Мідію, почав захоплювати інші малоазійські території. Правління Креза завершилося із завоюванням Лідії персами. Був взятий в полон та за Геродотом був засуджений до спалення, але помилуваний Кіром, а за давньосхідними клинописними джерелами все ж був страчений.
Ім'я Креза ще в Стародавній Греції стало загальним для позначення дуже багатих людей.
За свідченням Георгія Агріколи, Крез володів золотими копальнями поблизу покинутого міста між Атарнеєм і Пергамом.